# الصفا ثانوية بنات
الصفا ثانوية بنات: هو فيلمٌ كوميدي مصري. بدأ عرض في الدول العربية يوم 30 مارس 2025. حقق الفيلم في السعودية إيرادات بلغت 6.5 مليون ريال (+88 مليون جنيه مصري).وفي مصر بلغت إيراداته 16,906,266 جنيه مصري.وفي الإمارات 388,381 دولار (19.8 مليون جنيه).

## قصة الفيلم
يكره (هشام أبو طويلة) النساء والجنس الناعم ويرفض التعامل معهن، ولكن تقوده الظروف للعمل بإحدى مدارس البنات، حيث يجد نفسه مجبرًا على تدريب فريق نسائي بالمدرسة للمشاركة في بطولة كرة سلة بهدف الفوز بجائزة كبيرة قد تُنقذ المدرسة من الإفلاس.

## إنتاج الفيلم
الفيلم من بطولة: علي ربيع، بيومي فؤاد، محمد أسامة، محمد ثروت، لينا صوفيا بن حمّان، نسرين أمين، هالة فاخر، سارة الشامي، إسماعيل فرغلي، وئام مجدي، إسراء رخا، نوليا مصطفى، ريم المصري. وتأليف وليد أبو المجد وأمين جمال، وإخراج عمرو صلاح.
إلى جانب مشاركة عدد من ضيوف الشرف، مثل: أحمد حاتم، ولاعب الكرة عصام الحضري، والمطرب محمود الليثي.